# Чељадинићи
Чељадинићи су насељено мјесто у општини Пале, Федерација Босне и Херцеговине, Босна и Херцеговина.

## Становништво
|         | 2013.       | 1991.        | 1981.         | 1971.         |
| Укупно  | 48 (100,0%) | 86 (100,0%)  | 160 (100,0%)  | 170 (100,0%)  |
| Бошњаци | 48 (100,0%) | 86 (100,0%)1 | 160 (100,0%)1 | 169 (99,41%)1 |
| Остали  | –           | –            | –             | 1 (0,588%)    |

1. 1 На пописима од 1971. до 1991. Бошњаци су пописивани углавном као Муслимани.